# Reinhold Hammerstein
Reinhold Hammerstein (* 9. April 1915 in Lämmerspiel, Hessen; † 22. April 2010 in Freiburg im Breisgau) war ein deutscher Musikwissenschaftler.

## Leben

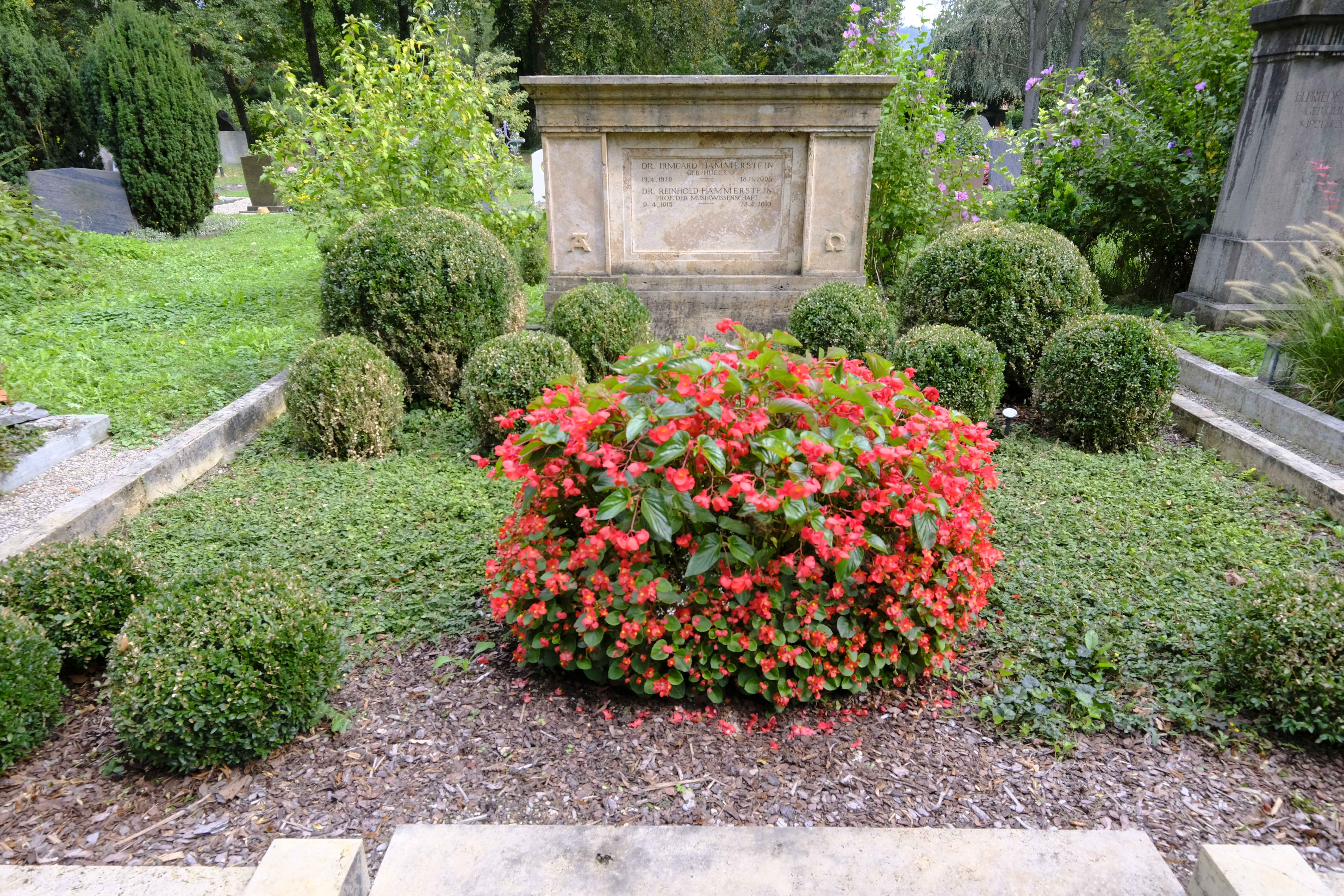
Grabstätte auf dem Hauptfriedhof Freiburg

Reinhold Hammerstein, Sohn des Rektors August Hammerstein und der Friederike geborene Pauly, widmete sich nach dem Abitur dem Studium der Germanistik, der Geschichtswissenschaft und der Musikwissenschaft an der Ludwig-Maximilians-Universität München sowie an der Albert-Ludwigs-Universität Freiburg. Zusätzlich absolvierte er eine Ausbildung in Klavier und Gesang.
1938 wurde er am Musikwissenschaftlichen Seminar der Universität Freiburg Assistent von Joseph Müller-Blattau und leitete das dortige Collegium musicum. Mit Müller-Blattau nahm er im Februar 1939 NS-Bekenntnis-Lieder für den Rundfunk auf. Er war aber nie Mitglied der NSDAP oder einer ihrer Organisationen. 1940 wurde er in Freiburg mit einer Arbeit über Christian Daniel Schubart zum Dr. phil. promoviert. Darin behandelte er u. a. „die stammlich-biologische Artung des fränkischen Alemannen Schubart“.
Die Zeit als Assistent in Freiburg wurde von 1940 bis 1944 durch Hammersteins Kriegsdienst in Russland unterbrochen, aus dem er wegen einer schweren Ruhrerkrankung als unheilbar krank entlassen wurde. Das Kriegsende erlebte er 1944/45 in Tengen am Bodensee.
1946 wurde Hammerstein die Dozentur der Musikgeschichte an der Hochschule für Musik Freiburg übertragen, eine Position, die er bis 1958 innehatte. 1954 habilitierte er sich als Privatdozent der Musikwissenschaften an der Universität Freiburg im Breisgau. Dort erfolgte 1962 seine Ernennung zum außerplanmäßigen Professor. Darüber hinaus bekleidete er zwischen 1955 und 1956 eine Gastdozentur an der Universität Basel. 1963 folgte Reinhold Hammerstein dem Ruf auf die ordentliche Professur für Musikwissenschaften an der Ruprecht-Karls-Universität Heidelberg, die er bis zu seiner Emeritierung 1980 wahrnahm.
Hammerstein war seit 1943 mit der Musikwissenschaftlerin Irmgard Hueck verheiratet und hatte mit ihr drei Kinder. Er starb 2010, im Alter von 95 Jahren, in Freiburg im Breisgau.
Der Historiker Notker Hammerstein, der Strafrechtler Gerhard Hammerstein und der Psychoanalytiker Otmar Hammerstein waren Brüder von Reinhold Hammerstein.

## Schriften
Hammersteins wissenschaftliches Interesse galt der von ihm mitbegründeten, wissenschaftlich betriebenen Musikikonographie, dem Konzept der Musik in musiktheoretischen, literarischen und bildlichen Quellen sowie der Topik und der Gattungsgeschichte.

### Bücher
- Christian Friedrich Daniel Schubart, ein schwäbisch-alemannischer Dichter-Musiker der Goethezeit. Dissertation 1940, erschienen maschinenschriftl. 1943
- Die Musik der Engel : Untersuchungen zur Musikanschauung des Mittelalters. Habilitationsschrift, Francke, Bern, München, 1962, zweite, durchges. Aufl. 1990.
- Diabolus in Musica: Studien zur Ikonographie der Musik im Mittelalter, 1974.
- Tanz und Musik des Todes. Die mittelalterlichen Totentänze und ihr Nachleben. Francke, Bern 1980, ISBN 3-7720-1460-7.
- Macht und Klang : tönende Automaten als Realität und Fiktion in der alten und mittelalterlichen Welt. Francke, Bern, 1986.
- Von gerissenen Saiten und singenden Zikaden : Studien zur Emblematik der Musik. Francke, Tübingen, Basel, 1994.
- Die Stimme aus der anderen Welt : über die Darstellung des Numinosen in der Oper von Monteverdi bis Mozart. Schneider, Tutzing, 1998.

### Aufsätze (Auswahl)
Die ausgewählten Aufsätze der folgenden zwei Sammelbände sind nicht chronologisch, sondern systematisierend angeordnet. Sie stammen aus den Jahren 1952 bis 1996 und sind in ihrer jeweiligen Ursprungsfassung belassen worden.
Gunther Morche und Thomas Schipperges (Hrsg.): Reinhold Hammerstein: Schriften. Band 1: Musik, Text und Kontext. Schneider, Tutzing 2000. ISBN 978-3-7952-1016-8.
- Über Kontinuität in der Musikgeschichte
- Musik als Komposition und Interpretation
- Zur Idee der Musik als göttliche Kunst. Zur Idee der Musik als dämonische Kunst
- Die Musik in Dantes „Divina Commedia“
- Versuch über die Form im Madrigal Monteverdis
- Invokation – Götterspruch – Orakel. Zur Topik des Wunderbaren in Bühnenwerken von Jean Philippe Rameau
- Über das gleichzeitige Erklingen mehrerer Texte. Zur Geschichte mehrtextiger Kompositionen unter besonderer Berücksichtigung Johann Sebastian Bachs
- Der verwandelte Figaro oder das Gesetz der Gattung. Anmerkungen zu Beaumarchais, Da Ponte und Mozart
- Der Gesang der geharnischten Männer. Eine Studie zu Mozarts Bachbild
- „Schöne Welt, wo bist du?“. Schubert, Schiller und die Götter Griechenlands
- Wilibald Gurlitt zum Gedächtnis

Gunther Morche und Thomas Schipperges (Hrsg.): Reinhold Hammerstein: Schriften. Band 2: Musik und Bild. Schneider, Tutzing 2000. ISBN 978-3-7952-1017-5.
- Musik und bildende Kunst. Zur Theorie und Geschichte ihrer Beziehungen.
- Zu Quellenkritik und Forschungsaufgaben der Instrumentenkunde des 9. bis 11. Jahrhunderts
- Instrumenta Hieronymi
- „Tuba intonet salutaris“. Die Musik auf den süditalienischen Exultet-Rollen
- Die Musik am Freiburger Münster. Ein Beitrag zur musikalischen Ikonographie
- Raffaels heilige Caecilia. Bemerkungen eines Musikhistorikers
- Die heilige Caecilia. Patronin der Musik
- Hiob. Patron der Musiker
- Ein altelsässischer Totentanz als musikgeschichtliche Quelle
- Die Musik im mittelalterlichen Totentanz
- Imaginäres Gesamtkunstwerk. Die niederländischen Bildmotetten des 16. Jahrhunderts

### Editionen
- Neue Heidelberger Studien zur Musikwissenschaft. Band 1–11, Bern/München 1969–1985; Band 12–13, Laaber 1987–1994.
- Beiträge zur Musikforschung. Band 1–15 (mit Siegfried Hermelink und Wilhelm Seidel), München/Salzburg 1976–1985.